# 5568 Mufson
5568 Mufson (1953 TS2) là một tiểu hành tinh vành đai chính.